# برنت أباد (صوغان)
برنت أباد (بالفارسية: پرنت‌آباد) هي منطقة سكنية تقع في إيران في قسم صوغان الريفي. يقدر عدد سكانها بـ 34 نسمة .